# 拉姆氏裸吻魚
拉姆氏裸吻魚（學名：Psilorhynchus rahmani）為輻鰭魚綱鯉形目裸吻魚科的一個種，分布於亞洲孟加拉吉大港山區的一條小溪中，體長可達3.7公分，棲息在沙石底質、水流快速的溪流，屬底棲性，生活習性不明。